# Incrucipulum sulphurellum
Incrucipulum sulphurellum är en svampart som först beskrevs av Peck, och fick sitt nu gällande namn av Baral 1985. Incrucipulum sulphurellum ingår i släktet Incrucipulum och familjen Hyaloscyphaceae.  Arten är reproducerande i Sverige. Inga underarter finns listade i Catalogue of Life.